# Conflitto Tenbun
Il conflitto Tenbun (天文の乱?, Tenbun no ran), conosciuto anche come guerra Tenbun o ribellione di Tenbun, fu un conflitto interno al clan Date avvenuto tra il 1542 ed il 1548 durante il periodo Sengoku.
Causa del conflitto furono i contrasti tra Date Tanemune e suo figlio Harumune che ebbero inizio quando Tanemune propose l'adozione del suo terzogenito, Sanemoto, al clan Uesugi. Harumune, erede di Tanemune, si oppose fermamente. Quello che all'inizio fu un disaccordo tra padre e figlio divenne progressivamente uno scontro interno al clan con i servitori divisi tra padre e figlio. Anche se Tanemune ebbe inizialmente successo, Harumune ottenne il sostegno dei clan Ashina e Sōma che portarono le sorti dello scontro in suo favore. Alla fine, nel 1548, Tanemune venne sconfitto e si ritirò, lasciando il controllo del clan Date al figlio Harumune.
Questo conflitto, durato sei anni a partire dal 1542, indebolì sensibilmente il clan Date e causò l'allontanamento di numerosi vassalli precedentemente sottomessi (come ad esempio il clan Mogami) e il loro ritorno all'indipendenza. Il clan continuò ad avere problemi interni ed iniziò a risollevarsi quando il figlio di Harumune, Date Terumune, futuro padre di Date Masamune, divenne capo del clan.